# Forelius pruinosus
Forelius pruinosus är en myrart som först beskrevs av Julius Roger 1863.  Forelius pruinosus ingår i släktet Forelius och familjen myror. Inga underarter finns listade i Catalogue of Life.
Arbetare av denna myra blir 1,8 till 2,5 mm långa. De har antenner med 12 segment och det saknas en klubba vid spetsen. Myran har en brun till svart färg. Kännetecknande är hår på halsskölden.
Utbredningsområdet sträcker sig från New Jersey, Idaho och Oregon till centrala Mexiko. Denna myra lever i öppna gräsmarker, på jordbruksmark och ibland på skogsgläntor. Boet finns ofta i jordhålor, under stenar samt under träbitar. Födan utgörs av andra insekter och av söt dagg från bladlöss. Vandrande arbetare kan uthärda höga temperaturer. Beroende på population sker fortplantningen mellan april och augusti. Därför har arten flygförmåga.

## Bildgalleri

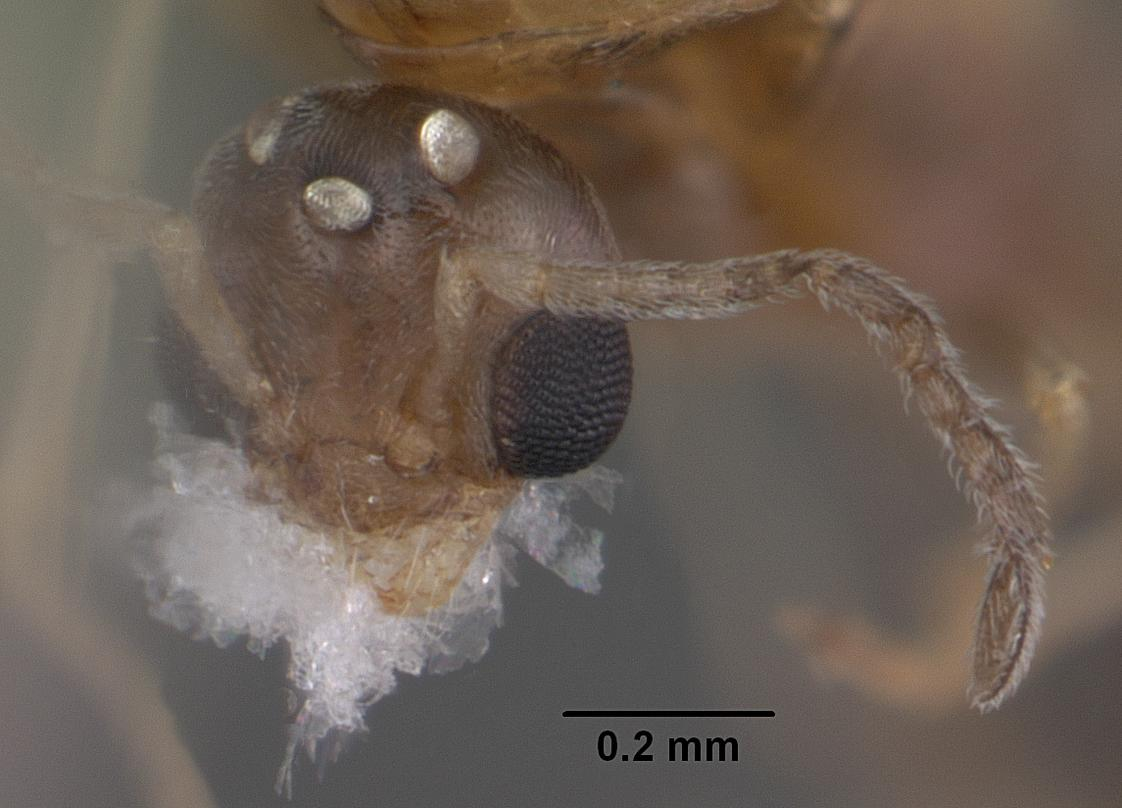
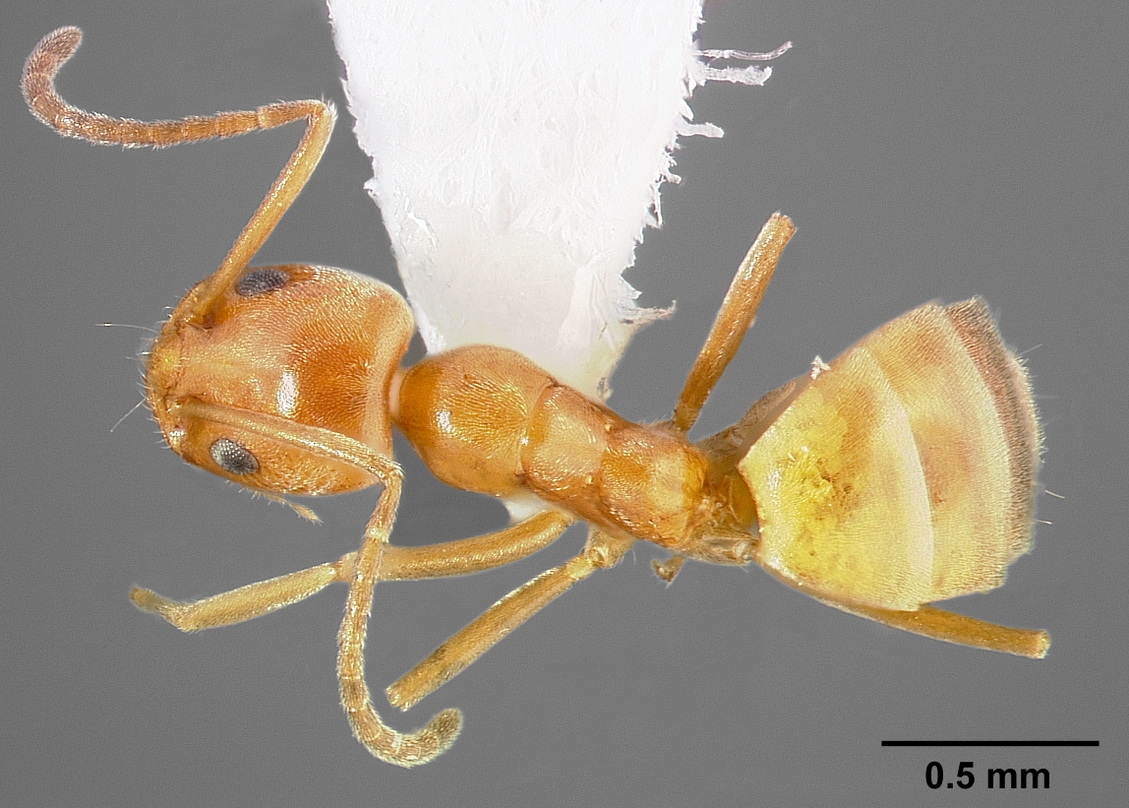
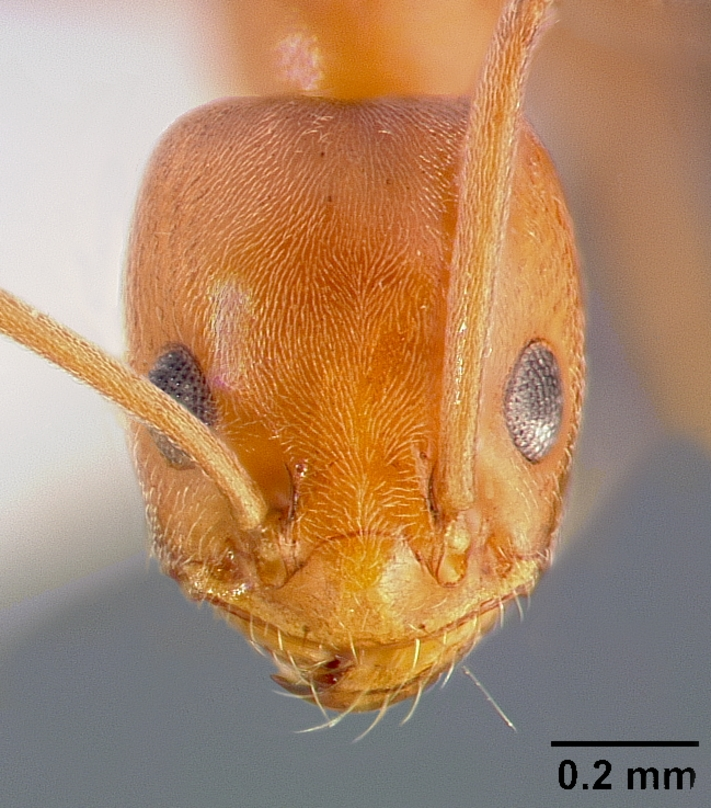
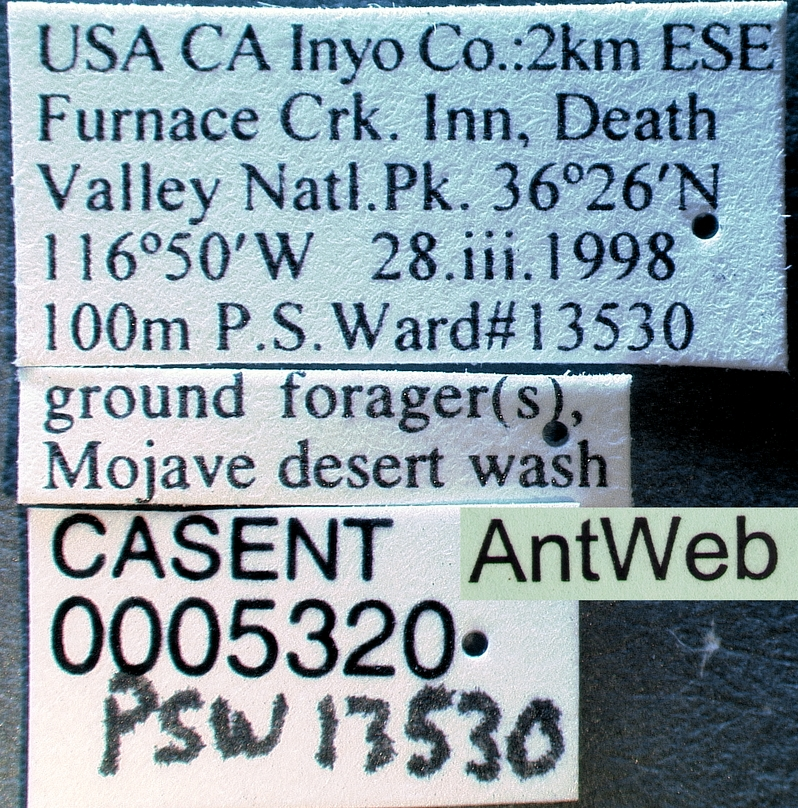
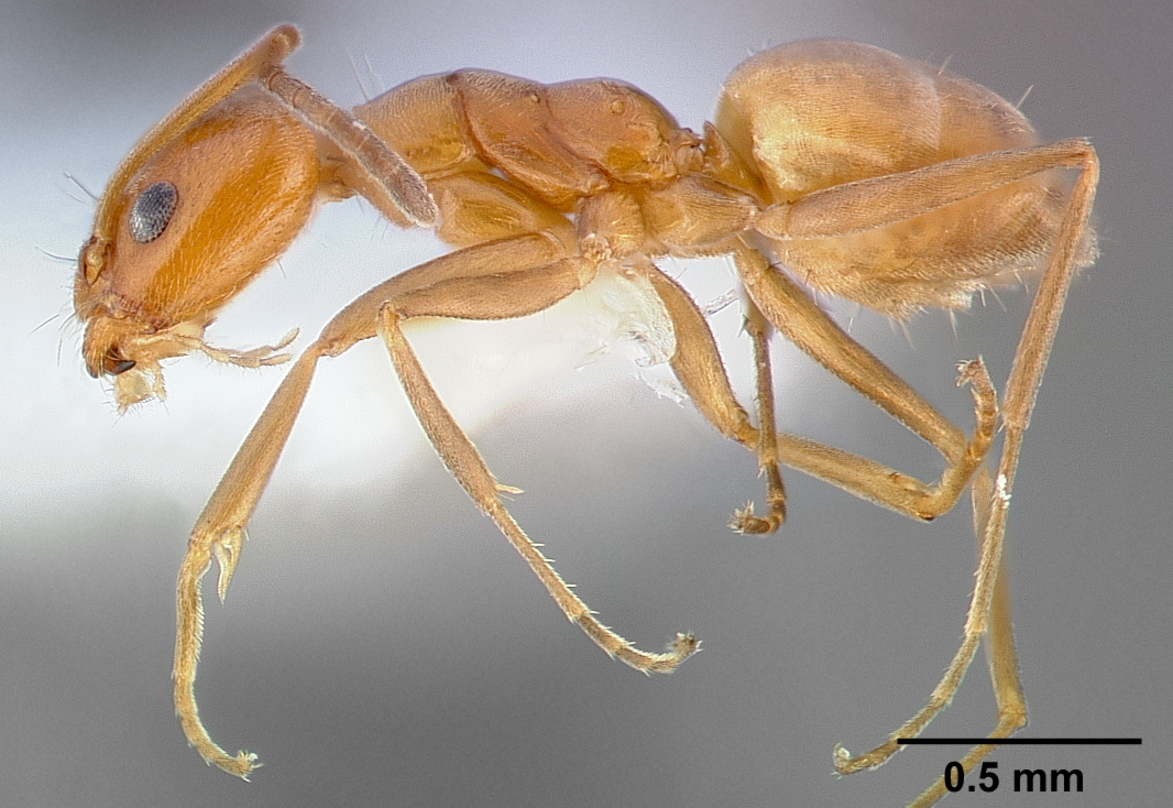
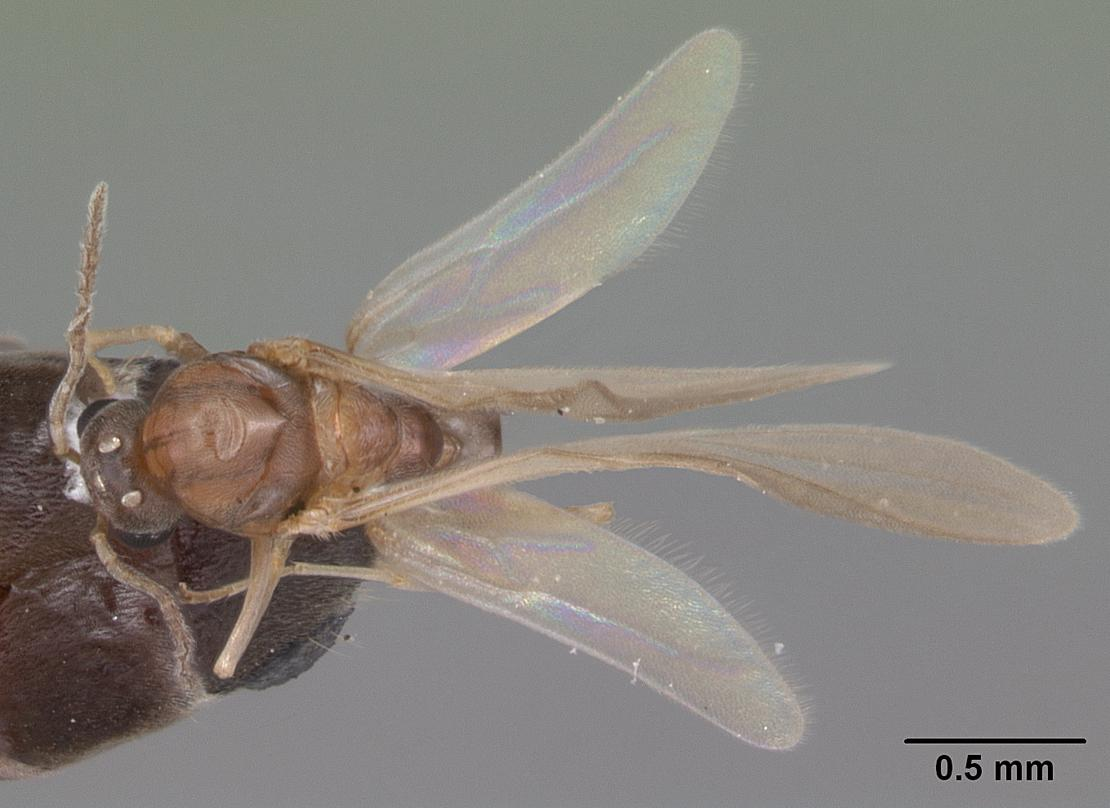